# パラークシの記憶
『パラークシの記憶』（パラークシのきおく、I Remember Pallahaxi）はマイクル・コニイによるSF小説。『ハローサマー、グッドバイ』の続編にあたる。1990年代に執筆されたが出版には至らず、webサイトに掲載されていたものの、2007年に出版された。
日本では2013年に邦訳版が河出文庫より刊行されている。

## あらすじ
惑星スティルクに住む少年ハーディは、星に伝わる伝説の女性ブラウンアイズと同じ色の瞳を持つ少女、チャームに出会う。
時を同じくしてハーディの住むヤムの村は寒さからくる凶作に見舞われていた。村長である叔父のスタンスや父親のブルーノは厳冬期を乗り切るための策を講じるが、チャームの住むノスの村で殺人事件が発生する。殺人の嫌疑をかけられ、自身も命を狙われていることに気付いたハーディは、真犯人を探しながら長い冬を乗り切る術を模索していく。

## 用語
記憶遺伝子
親が持つ記憶がそのまま子供に継承される、スティルクに住む人々特有の遺伝子。同性の親の記憶が受け継がれていく。受精した時点の親の記憶が引き継がれるため、多くの情報を残せる高齢出産が好ましいとされている。親の記憶から更にその親の記憶を辿ることでより古い記憶を辿ることができる。村の長になるには、より長い記憶が受け継がれていることが必要になる。
星夢
意図的に継承された記憶を遡ること。ヤムの村では村人の前で星夢を見ることが成人の証とされている。
夢見
継承された記憶を素早く見て回ること。
逆流（バックフラッシュ）
無意識に記憶を遡ってしまうこと
ギーズ設定
子孫が記憶を遡れないように設定すること
ヤムの村
内陸の村。男は狩猟、女は農業に従事する。村民に対する蔑称は根掘り虫。
ノスの村
海辺の村。男は漁業、女は水産加工に従事する。村民に対する蔑称は水掻き持ち。
デヴォン採鉱場
地球人たちが働く採鉱場

## 登場人物

### ヤムの村
ハーディ
本作品の主人公。17歳。ヤムの村の男長スタンスの甥にあたる。泳げず、船で陸地から遠く離れることも苦手。
スタンス
ヤムの村の男長でハーディの叔父。突飛な行動を取ることが多い。
ブルーノ
ハーディの父親。冷静沈着であまり怒らない性格。破天荒な行動が目立つ弟のスタンスをサポートしている。後述の「村なし男」の生い立ちから、ハーディとチャームが親しくなることに苦言を呈する。
トリガー
スタンスの息子でハーディの従弟。
スプリング
ハーディの母親。ブルーノとは仲が良く、息子のハーディのことも大切に思っており、チャームとの仲にも肯定的。
アーネスト
ハーディの祖父。故人。何者かに背中を刺されて死亡した。
ホッジ
アーネストの昔の友人。酔った勢いでノスの村の女との間に子供（ジョン）を作ってしまう。
ワンド
ヤムの村の女長。
ファウン
ワンドの娘。
メイ
記憶遺伝子に欠陥があり、先祖の記憶を辿ることができない少女。16歳。記憶にとらわれない柔軟な発想が得意だが、伝統と慣習に固執する村人には、シリー・メイ（無知なメイ）として距離を置かれている。

### ノスの村
チャーム
伝説の女性・ブラウンアイズと同じ色の瞳を持つ少女。
ロネッサ
チャームの母親でノスの村の女長にあたる。猛女（ドラゴンレディ）として有名。チャームとは対立しており、ハーディのこともよく思っていない一方で、ハーディの父親であるブルーノには思いを寄せている。
クレイン
チャームの父親。ハーディに好意的で漁の仕方などを教えた。
ウォールアイ
ノスの村の男長。半盲で足が不自由。
カフ
ウォールアイの息子で次期男長。幼い性格。

### その他
ミスター・マクニール
ヤムの村とノスの村の中間に住んでいる地球人。スティルクと地球の仲介人。
マクニールの名はコニイの幼少期の愛読作家であるH・C・マクニールに由来する。
村なし男（ジョン）
かつてホッジがノスの村の女との間に作った子供。ヤムの村、ノスの村いずれにも馴染むことができず今はマクニールの家のすぐそばに住んでいる。

## 書誌情報
『パラークシの記憶』河出文庫、2013年。ISBN 978-4-309-46390-2。